# Jossyf Tukalskyj-Neljubowytsch
Jossyf Tukalskyj-Neljubowytsch (ukrainisch Йосиф Тукальський-Нелюбович, wiss. Transliteration Josyf Tukal's'kyj-Neljubovyč; * in Pinsk; † 26. Juli 1675 in Tschyhyryn) war ein ukrainischer Geistlicher und Politiker.

## Leben
1657 wurde der bis dahin im Heiligen-Geist-Kloster in Vilnius lebende Geistliche als Kandidat für den Kiewer Metropolitenposten nominiert. 1661 wurde er Bischof von Worscha und Mstislau (im heutigen Belarus), 1663 wählte ihn eine Sobor-Versammlung in Korsun zum Metropoliten von Kiew. Der polnische König lehnte aber ab, die Wahl anzuerkennen, da er den Bischof Antonij Wynnytskyj bevorzugte. Dies führte zu einem administrativen Schisma in der ukrainischen orthodoxen Kirche. Tukalsky-Neliubowitschs Einflussgebiet als Kiewer Metropolit umfasste lediglich die rechtsufrige Ukraine, Belarus und Litauen, nicht aber Galizien, Wolhynien und Podilien. Dies führte zu Spannungen mit der polnischen Regierung und dem pro-polnischen Kosaken-Hetman Pawlo Teterja.
1664 wurde Tukalsky-Neliubowitsch von Pawlo Teterja verhaftet und für zwei Jahre in der Marienburg-Festung gefangen gehalten. Hetman Petro Doroschenko konnte aber schließlich seine Freilassung erreichen und setzte ihn wieder als Kiewer Metropoliten ein. 1668 bestätigte der Patriarch von Konstantinopel den Status des Metropoliten und nannte ihn Exarch.
Nach seiner Entlassung zog Tukalsky-Neliubowitsch nach Tschyhyryn, wo sich damals der Regierungssitz des Kosakenstaates befand. Er arbeitete dort als Berater des Kosakenführers Petro Doroschenko. Er setzte sich insbesondere dafür ein, dass der Kosakenführer sich von Allianzen mit dem Russischen Reich oder Polen freisprach und Unterstützung beim Osmanischen Reich suchte.
In der Kirchenpolitik verteidigte Tukalsky-Neliubowitsch die Unabhängigkeit als Kiewer Metropolit gegenüber Vereinnahmungsbestrebungen aus Moskau. Dies führte zu Konflikten mit dem Moskauer Repräsentanten in Kiew, Bischof Maksym Fylymonowitsch. Nach seinem Tod wurde Tukalsky-Neliubowitsch im Verklärungs-Kloster von Mhar bei Lubny beerdigt.
| Vorgänger         | Amt                             | Nachfolger         |
| ----------------- | ------------------------------- | ------------------ |
| Dionissij Balaban | Metropolit von Kiew 1663 – 1675 | Antonij Wynnytskyj |

| Personendaten    | Personendaten                                                            |
| ---------------- | ------------------------------------------------------------------------ |
| NAME             | Tukalskyj-Neljubowytsch, Jossyf                                          |
| ALTERNATIVNAMEN  | Tukal's'kyj-Neljubovyč, Josyf; Тукальський-Нелюбович, Йосиф (ukrainisch) |
| KURZBESCHREIBUNG | ukrainischer Geistlicher und Politiker                                   |
| GEBURTSDATUM     | 16. Jahrhundert oder 17. Jahrhundert                                     |
| GEBURTSORT       | Pinsk                                                                    |
| STERBEDATUM      | 26. Juli 1675                                                            |
| STERBEORT        | Tschyhyryn                                                               |